# Złota Góra (Nidzica)
Złota Góra (nach 1945 zunächst Wujewko, deutsch Wujewken, 1938 bis 1945 Goldberg) ist ein kleiner Ort in der polnischen Woiwodschaft Ermland-Masuren und gehört zur Gmina Nidzica (Stadt- und Landgemeinde Neidenburg) im Powiat Nidzicki (Kreis Neidenburg).

## Geographische Lage
Złota Góra liegt in der südwestlichen Mitte der Woiwodschaft Ermland-Masuren, 14  Kilometer nordöstlich der Kreisstadt Nidzica (deutsch Neidenburg).

## Geschichte
Vor 1945 war Wujewken eine zum Staatsforst Kaltenborn (polnisch Zimna Woda) gehörende Försterei. Der Forstschutzbezirk Wujewken wurde u. a. am 20. Juli 1894 in den neu gebildeten Gutsbezirk Kaltenborn im preußischen Kreis Neidenburg eingegliedert, der seinerseits dem Amtsbezirk Kaltenborn zugeordnet war. Als der Forstgutsbezirk Kaltenborn am 30. September 1929 im neu gebildeten „Gutsbezirk Hartigswalde, Anteil Kreis Neidenburg, Forst“ aufging, wurde Wujewken als Wohnplatz in die Landgemeinde Muschaken (polnisch Muszaki) eingemeindet. Am 3. Juni – amtlich bestätigt am 16. Juli – 1938 wurde die Revierförsterei Wujeken aus politisch-ideologischen Gründen der Abwehr fremdländisch klingender Ortsnamen in „Goldberg“ umbenannt.
Diese Bezeichnung nimmt Bezug auf die in unmittelbarer Nähe liegenden Goldberge (polnisch Złote Góry). Sie galten einst als die „schönste Waldhöhe der Gegend“. In den Goldbergen ließ sich Erich Koch, der Gauleiter der NSDAP in der Provinz Ostpreußen, eine Jagdhütte bauen, nachdem er bereits das Forsthaus Goldberg zu seiner Jagdresidenz hatte einrichten lassen. Er ließ hier seiner Jagdleidenschaft freien Lauf, und den Protest einiger Forstamtsleiter beantwortete er mit der Versetzung der Opponenten nach außerhalb Ostpreußens. Als Koch sich als Kommissar der Ukraine aus den eroberten Gebieten zurückziehen musste, lagerte er seinen luxuriösen Hausrat und ein Arsenal von Jagdwaffen von dort im Forsthaus Goldberg, wo alles 1945 den erobernden Sowjets in die Hände fiel.
In Kriegsfolge wurde 1945 die Forstsiedlung Goldberg mit dem gesamten südlichen Ostpreußen an Polen überstellt. Sie erhielt die polnische Namensform „Wujewko“, die dann in „Złote Góry“ (polnisch Złoto = deutsch Gold, Góra = Berg), und ab 2008 in „Złota Góra“ umgeändert wurde. Namensgleich ist der Berg „Złota Góra“, mit 229 Metern die höchste Erhebung der Goldberge. Die jetzige Osada leśna (= Waldsiedlung) Złota Góra ist heute in die Stadt- und Landgemeinde Nidzica (Neidenburg) im Powiat Nidzicki (Kreis Neidenburg) integriert, bis 1998 der Woiwodschaft Olsztyn, seither der Woiwodschaft Ermland-Masuren zugehörig.

## Kirche
Bis 1945 war Wujewken resp. Goldberg in die evangelische Kirche Muschaken  (polnisch Muszaki) in der Kirchenprovinz Ostpreußen der Kirche der Altpreußischen Union, außerdem in die römisch-katholische  Kirche Neidenburg im Bistum Ermland eingepfarrt. Heute gehört Złota Góra evangelischerseits zur Pfarrei Nidzica in der Diözese Masuren der Evangelisch-Augsburgischen Kirche in Polen, katholischerseits zur Filialkirche Zimna Woda (Kaltenborn) der Pfarrei Napiwoda (Grünfließ).

## Verkehr
Złota Góra liegt östlich der Woiwodschaftsstraße 545 und ist über eine nach Wały (Wallendorf) führender Nebenstraße von Zimna Woda aus zu erreichen. Eine Anbindung an den Bahnverkehr besteht nicht.